# Brevet de technicien supérieur - Photographie
Il existe trois BTS publics formant à la photographie en France, les études y sont gratuites :
- le lycée Jean Rostand (Roubaix) ;
- le lycée Auguste Renoir (Paris) ;
- le lycée Andrée Malraux (Biarritz).

D’autres écoles :
- le CE3P à Ivry-sur-Seine, formation privée sous contrat d'association avec l'État
- la SEPR à Lyon  ;
- l’ETPA à Toulouse (ce BTS est une formation privée sous contrat d'association avec l'État dans cet établissement ; les autres formations qui y sont dispensées sont, elles, exclusivement privées).
- le lycée Beau jardin et lycée la Providence ( Saint dié des Vosges) privés sous contrat